# Litván férfi kosárlabda-válogatott
A litván férfi kosárlabda-válogatott Litvánia nemzeti férfi kosárlabda-válogatottja, melyet a Litván Kosárlabda-szövetség (litvánul: Lietuvos Krepšinio Federacija) irányít.
Litvánia háromszoros Európa-bajnok (1937, 1939, 2003). A Szovjetunió tagjaként egészen 1990-ig  a litván játékosok a szovjet válogatottat erősítették.
Az ország függetlenné válása után három bronzérmet szereztek az olimpiai játékokon (1992, 1996, 2000).
Világbajnokságon elért legjobb eredményük a 2010-ben nyert bronzérem.

## Részvételei

### Nyári olimpiai játékok
| Év          | Helyezés       | Gy             | D              | V              |
| ----------- | -------------- | -------------- | -------------- | -------------- |
| 1936 – 1988 | Nem vett részt | Nem vett részt | Nem vett részt | Nem vett részt |
| 1992        | Bronzérmes     | 8              | 6              | 2              |
| 1996        | Bronzérmes     | 8              | 5              | 3              |
| 2000        | Bronzérmes     | 8              | 5              | 3              |
| 2004        | 4.             | 8              | 6              | 2              |
| 2008        | 4.             | 8              | 5              | 3              |
| 2012        | Negyeddöntős   | 2              | 0              | 4              |
| Összesen    | Összesen       | 46             | 27             | 17             |

### Világbajnokság
| Év          | Helyezés                                  | Gy                                        | D                                         | V                                         |
| ----------- | ----------------------------------------- | ----------------------------------------- | ----------------------------------------- | ----------------------------------------- |
| 1950 – 1994 | Nem vett részt - a Szovjetunió tagja volt | Nem vett részt - a Szovjetunió tagja volt | Nem vett részt - a Szovjetunió tagja volt | Nem vett részt - a Szovjetunió tagja volt |
| 1998        | 7.                                        | 9                                         | 5                                         | 4                                         |
| 2002        | Nem jutott ki                             | Nem jutott ki                             | Nem jutott ki                             | Nem jutott ki                             |
| 2006        | 7.                                        | 9                                         | 5                                         | 4                                         |
| 2010        | Bronzérmes                                | 9                                         | 8                                         | 1                                         |
| 2014        | 4.                                        | 9                                         | 6                                         | 3                                         |
| Összesen    | Összesen                                  | 36                                        | 24                                        | 12                                        |

### Európa-bajnokság
| Év          | Helyezés                                  | M                                         | GY                                        | V                                         |
| ----------- | ----------------------------------------- | ----------------------------------------- | ----------------------------------------- | ----------------------------------------- |
| 1935        | Nem vett részt                            | Nem vett részt                            | Nem vett részt                            | Nem vett részt                            |
| 1937        | Aranyérmes                                | 5                                         | 5                                         | 0                                         |
| 1939        | Aranyérmes                                | 7                                         | 7                                         | 0                                         |
| 1946 – 1993 | Nem vett részt - a Szovjetunió tagja volt | Nem vett részt - a Szovjetunió tagja volt | Nem vett részt - a Szovjetunió tagja volt | Nem vett részt - a Szovjetunió tagja volt |
| 1995        | Ezüstérmes                                | 9                                         | 7                                         | 2                                         |
| 1997        | 6.                                        | 9                                         | 5                                         | 4                                         |
| 1999        | 5.                                        | 9                                         | 7                                         | 2                                         |
| 2001        | 11.                                       | 4                                         | 2                                         | 2                                         |
| 2003        | Aranyérmes                                | 6                                         | 6                                         | 0                                         |
| 2005        | 5.                                        | 6                                         | 5                                         | 1                                         |
| 2007        | Bronzérmes                                | 9                                         | 8                                         | 1                                         |
| 2009        | 11.                                       | 6                                         | 1                                         | 5                                         |
| 2011        | 5.                                        | 11                                        | 8                                         | 3                                         |
| 2013        | Ezüstérmes                                | 11                                        | 8                                         | 3                                         |
| 2015        | Ezüstérmes                                | 9                                         | 7                                         | 2                                         |
| Összesen    | Összesen                                  | 101                                       | 76                                        | 25                                        |

## Külső hivatkozások
- A truelithuania honlapja